# Grote brand van New York
De grote brand van New York  vond plaats op 16 en 17 december 1835 in de stad New York. De meeste gebouwen aan de zuidkant van Manhattan werden door de brand vernietigd. De New York Stock Exchange en een groot aantal gebouwen rond Wall Street vielen hier ook onder.
Het vuur begon 's avonds in een pakhuis. De temperatuur was onder het vriespunt en er stond een sterke noordenwind die het vuur richting de East River blies. Omdat de rivier dichtgevroren was moest de brandweer gaten hakken in het ijs. Het water bevroor echter in de slangen en pompen. De gebouwen waren veelal uit hout opgetrokken waardoor er een grote vuurlast was en het vuur zich snel kon voortplanten.
's Nachts brachten mariniers buskruit vanuit de Brooklyn Navy Yard en men begon gebouwen op te blazen om het vuur te stoppen. Het vuur had toen inmiddels 20 hectare, 17 blokken, vernietigd met in totaal 530 tot 700 gebouwen. Slechts twee mensen kwamen om in het vuur. De schade bedroeg toen twintig miljoen dollar.
Verzekeraars waren niet heel behulpzaam. Een aantal verzekeringskantoren brandde ook af waardoor die bedrijven failliet gingen.

## Nasleep
Vooral doordat de economie zich bevond in een hoogconjunctuur werd de stad snel herbouwd. Hierbij werd grotere gebouwen gebouwd en werden ze van betere materialen zoals baksteen gemaakt. Door de grote brand werd de plaatselijke brandweer, de latere New York City Fire Department, hervormd en uitgebreid. 
Het waterleidingnet van de stad werd aangepast. Om meer water te kunnen leveren werd het Old Croton Aquaduct gebouwd.